# Viehtötung der Xhosa

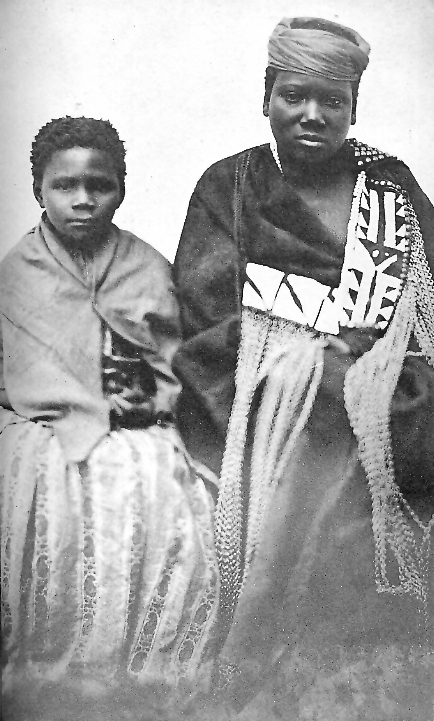
Nongqawuse (rechts)

Die Viehtötung der Xhosa ist ein Krisenkult der Xhosa in Südafrika. Es handelt sich dabei um einen aus der Verzweiflung entsprungenen Kult mit verheerenden Folgen.
1854 breitete sich, möglicherweise vom Vieh der europäischen Siedler übertragen, beim Vieh der Xhosa eine Krankheit aus. Viele Tiere starben und die Xhosa erklärten dies mit ubuthi, Hexerei. 
Im Mai 1856 holte ein Mädchen namens Nongqawuse Wasser aus einem Teich nahe der Mündung des Gxarha River. Bei ihrer Rückkehr erzählte sie ihrem Onkel Mhlakaza, dass sie drei Geister am Teich gesehen habe. Sie trugen ihr auf, ihrem Dorf zu erzählen, dass die Toten auferstehen würden, wenn die Xhosa ihr gesamtes Vieh, das verhext sei, töten würden. Die gesamte – ebenfalls verhexte – Ernte sollte auch vernichtet werden. Am Tag nach der Zerstörung würden die toten Xhosa wiederauferstehen, um bei der Vertreibung der Weißen zu helfen. Die Geister verlangten letztlich, dass kein einziges Tier ihrer Herden überleben sollte und jedes Getreidekorn zerstört werden müsse. Wenn dies geschehen sei, würden Unmengen von viel schönerem Vieh aus der Erde auftauchen, während große Felder mit Getreide, reif und bereit zur Ernte, plötzlich erscheinen. Die Toten würden auferstehen, Probleme und Krankheiten verschwinden und allen würde Jugend und Schönheit zuteil. Ungläubige und die verhassten Weißen würden an diesem Tag untergehen. Diese Botschaft komme vom verstorbenen Häuptling Napakade.
Nongqawuse ging heim und erzählte die Botschaft, doch niemand glaubte ihr. Am nächsten Tag ging sie wieder zusammen mit ihrer Freundin den Fluss entlang, als die Fremden sie erneut ansprachen. Diesmal trugen sie ihr auf, ihrem Onkel auszurichten, er möge zu ihnen kommen. Sie kehrte nach Hause zurück und erzählte ihrem Onkel die Botschaft. Sie beschrieb ihm den Sprecher der beiden Fremden. Nombanda, das Mädchen, das Nongqawuse jeweils begleitet hatte, sagte aus, dass diese zwar offensichtlich mit Fremden gesprochen habe, sie selbst habe diese Fremden aber nicht sehen können. So ging der Onkel an den bezeichneten Ort. Die Fremden zeigten sich zwar nicht, sprachen jedoch zu ihm. Sie sagten, sie seien die starken Männer, welche die Weißen aus dem Land treiben würden. Sie wiederholten, dass die Xhosa zuerst alle verhexte Materie vernichten müssten, dann alles Vieh töten und dieses durch gesunde Tiere ersetzen sollten. Der Onkel erzählte diese Botschaft den Häuptlingen und allen Xhosa. Die gleichzeitige Ausbreitung der Lungenkrankheit unter dem Vieh führte dazu, dass die Xhosa der Botschaft Glauben schenkten und ihr folgten. Als weiterer Beweis der Prophezeiung wurde der Tod des Gouverneurs der Kapkolonie, George Cathcart, der 1854 im Krimkrieg gefallen war, angesehen. Die Xhosa schlachteten etwa 400.000 Tiere ihres Viehbestandes.
Doch die Toten erschienen nicht und damit auch keine gesunden Tiere. Zehntausende Xhosa verhungerten. Weitere Tausende verließen ihre Heimat und suchten Nahrung in der Kapkolonie. Alleine im Jahre 1857 sank die Bevölkerung der Xhosa von 105.000 auf 37.500. Den Tiefpunkt erreichte sie ein Jahr später mit 25.916 Menschen. Die Xhosa verloren dabei nicht nur einen großen Teil ihres Viehs und Menschen ihres Volkes, sondern auch rund 600.000 Acres (2000 km²) Land. Das entvölkerte Land wurde anschließend mit europäischen Siedlern aufgefüllt, darunter Mitglieder der deutschen Legion der britischen Armee, die im Krimkrieg gedient hatte, und rund 2000 norddeutsche Emigranten.
Noch heute streiten sich die verschiedenen Parteien über die Schuld an diesem Unglück. Die Briten machen die Xhosa selbst verantwortlich. Diese jedoch beschuldigen die Briten und insbesondere den damaligen Gouverneur der Kaprepublik, George Grey. Dieser soll das Mädchen, Nongqawuse, manipuliert haben. Der Historiker Jeffrey Brian Peires, der unter anderem die persönliche Korrespondenz von Grey untersucht hat, verneint dies, spricht ihn jedoch nicht völlig frei von jeglicher Schuld. Denn es gilt als gesicherte Tatsache, dass Grey die Hungersnot der Xhosa politisch zu seinen Gunsten nutzte, indem er ihnen jegliche Hilfsgüter verweigert hatte.